# Michael Gothard
Michael Alan Gothard (24. juni 1939 – 2. december 1992) var en engelsk skuespiller, bedst husket for sin rolle som Kai i tv-serien Arthur of the Britons (1972) og den mystiske skurk Emile Leopold Locque i James Bond-filmen For Your Eyes Only (1981).

## Biografi
Michael Gothard blev født i London i 1939. Efter at han var færdig med skolen, rejste han rundt i Europa, uden nogen særlig plan for, hvad der videre skulle ske i livet. Han forsøgte sig i forskellige erhverv, blandt andet var han bygningsarbejder i en periode. Han tilbragte et år i Paris, på Boulevard Saint-Michel i Latinerkvarteret. Han arbejdede også kort som fotomodel, fordi han var høj, men følte sig aldrig godt tilpas med jobbet. Da han vendte tilbage til England, besluttede han sig for at blive skuespiller.

## Karriere
Hans første tv-rolle var i en episode af science fiction-serien Out of the Unknown (1966). Han  spillede seriemorder i skrækfilmen Scream and Scream Again (1970). I filmen gjorde han en af de mest mindeværdige undvigemanøvrer fra politiet nogensinde set på film. I filmen medvirkede også Vincent Price, Peter Cushing og Christopher Lee. En af hans mest berømte roller var i skrækfilmen Djævlene (1971), hvor han havde en fremtrædende rolle som en fanatisk heksejæger og eksorcist.
Han optrådte i mange historiske film og serier, herunder Arthur of the Britons (1972), en britisk tv-serie om den historiske Kong Arthur, hvor han havde en regelmæssig rolle. Han spillede også morderen John Felton i De tre musketerer (1973) og De fire musketerer (1974). Michael Gothard blev kendt af et bredere biograf publikum, da han spillede morderen med de ottekantede briller, Emile Leopold Locque i James Bond-filmen For Your Eyes Only (1981).
Han havde senere biroller i tv-filmen Ivanhoe (1982) og i science fiction-skrækfilmen Lifeforce (1985). Han spillede også George Lusk i tv-filmen Jack the Ripper (1988). Ind imellem havde han biroller i serier som Minder (1985) og Hammer House of Mystery and Suspense (1986). En af hans sidste roller var i filmen Christopher Columbus: The Discovery (1992). Hans sidste rolle var i tv-filmen Frankenstein (1992).

## Personlig liv og død
Mod slutningen af sit liv, led han af svær depression, men lidt er kendt om detaljerne omkring dette. Selvom han havde haft en række smukke veninder, giftede han sig aldrig. Han begik selvmord ved hængning, i sit hjem i Hampstead i 1992.

## Filmografi i udvalg
- Herostratus (1967) … Max
- Up the Junction (1968) … Terry
- Scream and Scream Again (1970) … Keith
- The Last Valley (1970) … Hansen
- Djævlene (1971) … Far Barre
- De tre musketerer (1973) … Felton
- De fire musketerer (1974) … Felton
- Warlords of Atlantis (1978) … Atmir
- For Your Eyes Only (1981) … Emile Leopold Locque
- Lifeforce (1985) … Bukovsky

## Fjernsyn
- Out of the Unknown (1966) … Kuno
- Department S (1969) … Weber
- Paul Temple (1970) … Ivan
- Arthur of the Britons (1972–73) … Kai
- King Arthur, the Young Warlord (1975) … Kai
- The Professionals (1979) … Kodai
- Ivanhoe (1982) … Athelstone
- Scarecrow and Mrs. King (1984) … Karl Portillo
- Minder (1985) … Sergie
- Hammer House of Mystery and Suspense (1986) … Marvin
- Jack the Ripper (1988) … George Lusk